# ポール・ステッビングズ
クリストファー・ポール・ステッビングズ(英語: Christopher Paul Stebbings)、MBEは俳優・演出家であり、TNT(The New Theatre)ミュージック・シアターとアメリカン・ドラマ・グループ・ヨーロッパの芸術監督である。

## 背景
ノッティンガムに生まれ、ブリストル大学で演劇を学んだ。ポーランド及びイギリスのトリプル・アクション・シアターでイェジー・グロトフスキによるグロトフスキ・メソッドを学んだ。ステッビングズは1980年にTNT (The New Theatre) ミュージック・シアターを創設し、英国内での作品製作については定期的にアーツカウンシルからの補助を受けるようになった。ノッティンガム・プレイハウスとTNTに俳優として出演もし、サウス・ヨークシャー・シアター、グラスゴーのパラゴン・アンサンブル、ミュンヘンのタムズ・シアター、サンクトペテルブルクコメディ・シアター、ギリシャのアテネコンサートホール、テアトロ・ディオニソ・コスタリカなどのために台本執筆や演出を行った。 
ヨーロッパ、アジア、中東で上演ツアーを実施している。フェスティバルへの参加としては、ミュンヘン・ビエンナーレで賞を獲得した『ジャズの魔法使い』 (Wizard of Jazz) のほか、ニューヨークでのオフ・ブロードウェイ・フェスティバルなどがある。エディンバラ・フェスティバルで賞をとった『シャーロック・ホームズ殺人事件』 (The murder of Sherlock Holmes) ではタイトルロールを演じた。ヨーロッパで公演を行う際はADG Europeという名称を用い、例年ツアーを行っている日本ではインターナショナルシアターカンパニーロンドン(International Theatre Company London、ITCL)として知られている。
ステッビングズはミュンヘン在住である。 

## 顕彰
2013年、エリザベス2世の誕生記念日の大英帝国勲章叙勲で、ステッビングズはMBEに任ぜられた。アジアで英国演劇の普及活動を行い、英国文化についての啓蒙を行った功績によるものである。

## 主な上演作品
- 『マクベス』[8]
- 『カッコーの巣の上で』
- 『すばらしい新世界』
- 『ムーン・パレス』(Moon Palace)
- 『夏の夜の夢』
- 『ハムレット』
- 『じゃじゃ馬ならし』
- 『ガリヴァー旅行記』[9]
- 『ハーレキン』(Harlequin、別題Glasnost Harlequin)[10]
- The Charlie Chaplin Putsch[11]